# R-23 (Rusland)
De R-23 of Pskov (Russisch: Р-23 Псков) is een regionale weg in Rusland. De weg loopt vanaf Sint-Petersburg naar de Wit-Russische grens bij Nevel. Voor 2011 heette de weg M-20. Ten tijde van de Sovjet-Unie liep de weg nog verder, via Orsja, Homel en Kiev naar Odessa aan de Zwarte Zee. Deze route is nu onderdeel van de Wit-Russische M8, de Oekraïense M01 en de Oekraïense M05. 
De weg begint aan de KAD, de nieuwe ringweg van Sint Petersburg. Bij de voorstad Gatsjina is een rondweg aangelegd. Verder naar het zuiden gaat de weg langs de stad Pskov, met een kruising met de A-212 naar Riga, en buigt daarna af richting het zuidoosten. De kruising met de M-9 is gebouwd als klaverblad. Vlak na de stad Nevel gaat de weg de grens over met Wit-Rusland.
De R-23 is onderdeel van de E95.